# ショート 360

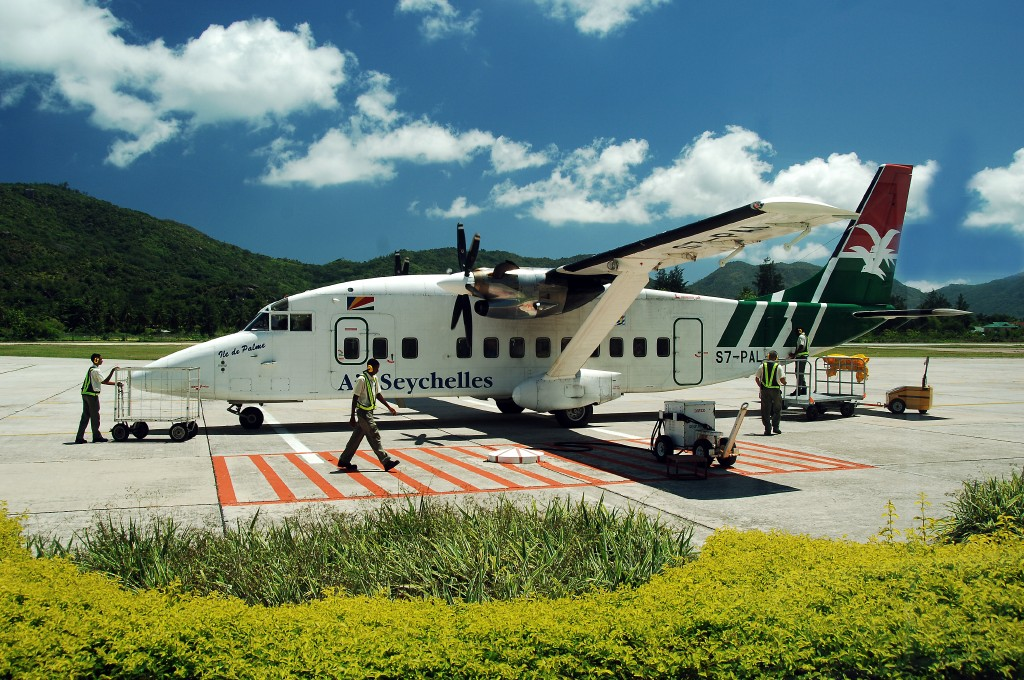
セーシェル航空で運航されていたショート360

ショート 360 (Short 360) は、イギリスのショート・ブラザーズ(Short Brothers plc)社が製造していた双発ターボプロップの旅客機である。

## 概要
ショート・ブラザーズでは30席級のショート 330を製造していたが、同機の派生型として新たに開発されたのが同形式である。前部胴体が0.9m延長され36席級の旅客機となった。尾翼は改設計され、後部胴体を3.8m延長し、ショート 330の双垂直尾翼は、後退角のある1枚ものとなっている。その他の特徴は、ショート 330を受け継いでおり、方形の胴体断面に高翼の主翼配置となっている。また、主翼は支柱で支えられた半片持ち式である。主脚は胴体側面のスポンソンにある。なお、与圧装置は付けられていない。
1981年6月1日にプロトタイプ機が初飛行し、滞空証明が1981年9月3日に交付された。1991年までに165機が製造され現在も多くの機体が現役である。

## 機体性能（ショート 360-100）
- 運航乗務員: 2
- 乗客: 36
- 全長: 17.69 m
- 全幅: 22.78 m
- 高さ: 4.95 m
- 翼面積: 42.1 m2
- 空虚重量: 6,440 kg
- 最大離陸重量: 10,387 kg
- 最大速度: 352 km/h
- 巡航速度: 296 km/h
- 航続距離: 1,239 km
- 巡航高度: 3,500 m (11,500 ft)

## 各型
- 360-100：前期量産型。
- 360-300：後期量産型。エンジンを換装。プロペラ翅を5枚から6枚にした型。
- 360-300F：貨物機型。尾部にリアローディングドアを装備。